# دیمبولوژی
دیمبولوژی نام آلبومی از گروه بلک کتس است که در ۱۵ آوریل ۲۰۰۹ توسط کلتکس رکوردز منتشر شد. در این آلبوم، سامی بیگی و ادی عطار به‌عنوان خواننده، فیروزه به‌عنوان خواننده میهمان و استاد شهبال شب‌پره به‌عنوان تهیه‌کننده آلبوم حضور دارند.

## ترانه‌ها
| شماره | نام                | سراینده                  | آهنگساز                   | تنظیم           | مدت   |
| ----- | ------------------ | ------------------------ | ------------------------- | --------------- | ----- |
| ۱.    | «فقط تو»           | شهبال شب‌پره              | شهبال شب‌پره               | شاهین یوسف‌زمانی | ۰۵:۲۷ |
| ۲.    | «ای داد»           | شهبال شب‌پره              | شهبال شب‌پره               | امین قطری       | ۰۳:۵۱ |
| ۳.    | «یکی بود یکی نبود» | سامی بیگی                | سامی بیگی و شوبرت آواکیان | شوبرت آواکیان   | ۰۳:۲۹ |
| ۴.    | «خانوم»            | ساحارا منادی             | ادی عطار                  | پاتریک آندریاس  | ۰۳:۱۹ |
| ۵.    | «دردسر»            | شهبال شب‌پره و سامی بیگی  | شهبال شب‌پره و سامی بیگی   | شوبرت آواکیان   | ۰۳:۰۵ |
| ۶.    | «دیدار»            | شهبال شب‌پره              | شهبال شب‌پره               | امین قطری       | ۰۴:۰۷ |
| ۷.    | «برو»              | سامی بیگی و ساحارا منادی | سامی بیگی                 | امین قطری       | ۰۳:۲۷ |
| ۸.    | «نسیم»             | شهبال شب‌پره              | شهبال شب‌پره               | امین قطری       | ۰۴:۱۸ |